# Застава фехтовальщиков
«Заста́ва фехтова́льщиков» (англ. Picket Fences, в дословном переводе Штакетные заборы, Частокол) — американский телесериал, созданный и произведенный Дэвидом Э. Келли, рассказывающий о жителях небольшого городка под названием Рим в штате Висконсин, в котором практически каждый день происходят странные и страшные события.
Сериал транслировался на телеканале CBS с 18 сентября 1992 года по 26 июня 1996 года и в общей сложности было снято четыре сезона, в общей сложности 88 эпизодов. На протяжении всего периода трансляции сериал собирал невысокие рейтинги, однако был любим критиками и получил около шестидесяти различных наград и номинаций, включая четырнадцать премий «Эмми», две из которых были в категории за «Лучший драматический сериал».

## Обзор
Центральными героями в сериале были шериф Джимми Броком (Том Скерритт) и его жена Джилл (Кэти Бейкер), главный лечащий врач в городе. Вместе они воспитывали троих детей: Кимберли (Холли Мари Комбс) (от первого брака Джимми), Мэттью (Джастин Шенкароу) и Закари (Адам Уайли). Между тем в городе проходила политическая борьба между депутатами Максин и Кенни, которых играли Лорен Холли и Костас Мэндилор, а также другими заметными деятелями города. В процессе развития сюжета в сериал добавлялись новые актёры, в частности Дон Чидл, Ли Тэйлор-Янг и лауреат премии «Оскар» — Марли Мэтлин. За четыре сезона по сюжету сериала сменилось семь мэров города.

## Актёры и персонажи
- Том Скерритт — шериф Джимми Брок
- Кэти Бейкер — доктор Джилл Брок
- Лорен Холли — офицер Максин Стюарт
- Костас Мэндилор — офицер Кенни Лэсус
- Холли Мари Комбс — Кимберли Брок
- Джастин Шенкароу — Мэтью Брок
- Адам Уайли — Зак Брок
- Файвуш Финкель — Дуглас Вамбо
- Келли Коннелл — Картер Пик
- Зельда Рубинштейн — Джинни Уидон
- Дон Чидл — окружной прокурор Джон Литтлтон
- Марли Мэтлин — мэр Лори Бэй
- Рэй Уолстон — судья Генри Боун
- Даббс Грир — преподобный Генри Новотни

## Кроссоверы
В сериале было два кроссовера с другим шоу Дэвида Э. Келли — «Надежда Чикаго». Кроме того, как гласит история, Дэвид Э. Келли и создатель «Секретных материалов», Крис Картер, хотели снять эпизод-кроссовер между своими шоу. Создатели обсуждали возможность поездки Малдера и Скалли на место действия сериала — городок Рим в штате Висконсин и в отличие от других традиционных кроссоверов два эпизода предполагалось снять с различных точек зрения, один из них был бы показан в сериале «Секретные материалы», другой — в сериале «Застава фехтовальщиков» Однако канал CBS категорически отверг идею кроссовера. Исполнительный продюсер «Секретных материалов» Р. В. Гудвин сказал по этому поводу: "Я с продюсером «Заставы фехтовальщиков» несколько дней не отходил от телефона, чтобы состыковать наши расписания съемок. Но в самую последнюю минуту обнаружилось, что никто ничего не рассказал CBS, так что они отрезали — «Забудьте об этом. У нас и без того хватает хлопот по поводу пятничных эфиров, чтобы ещё рекламировать „Секретные материалы“. Это будет слишком»". Эпизод «Заставы фехтовальщиков», который предполагалось сделать кроссовером, вышел в эфир вслед за «Красным музеем» под названием «Из яслей». Из эпизода «Секретных материалов» все отсылки к «Заставе фехтовальщиков» подчистили, а вот в эпизоде сериала CBS остались небольшие намеки на расследование агентов ФБР, включая упоминание персонажа по имени доктор Ларсон.

## Реакция

### Награды и номинации
- «Эмми»
  - 1993 — Премия «Эмми» за лучший драматический сериал
  - 1993 — Премия «Эмми» за лучшую женскую роль в драматическом телесериале — Кэти Бейкер
  - 1993 — Премия «Эмми» за лучшую мужскую роль в драматическом телесериале — Том Скерритт
  - 1993 — Премия «Эмми» за лучшую мужскую роль второго плана в драматическом телесериале — Файвуш Финкель (номинация)
  - 1993 — Премия «Эмми» в категории «Лучший приглашённый актёр в драматическом телесериале» — Ричард Кили (номинация)
  - 1993 — Премия «Эмми» в категории «Лучший приглашённый актёр в драматическом телесериале» — Майкл Джетер (номинация)
  - 1993 — Премия «Эмми» за лучшую музыку в вступительных титрах — (номинация)
  - 1993 — Премия «Эмми» за лучший дизайн костюмов — (номинация)
  - 1994 — Премия «Эмми» за лучший драматический сериал
  - 1994 — Премия «Эмми» за лучшую женскую роль второго плана в драматическом телесериале — Ли Тэйлор-Янг
  - 1994 — Премия «Эмми» за лучшую мужскую роль второго плана в драматическом телесериале — Файвуш Финкель
  - 1994 — Премия «Эмми» в категории «Лучший приглашённый актёр в драматическом телесериале» — Ричард Кили
  - 1994 — Премия «Эмми» за лучший дизайн костюмов
  - 1994 — Премия «Эмми» за лучшую женскую роль в драматическом телесериале — Кэти Бейкер (номинация)
  - 1994 — Премия «Эмми» за лучшую мужскую роль в драматическом телесериале — Том Скерритт (номинация)
  - 1994 — Премия «Эмми» за лучшую мужскую роль второго плана в драматическом телесериале — Рэй Уолстон (номинация)
  - 1994 — Премия «Эмми» в категории «Лучший приглашённый актёр в драматическом телесериале» — Джеймс Эрл Джонс (номинация)
  - 1994 — Премия «Эмми» в категории «Лучшая приглашённая актриса в драматическом телесериале» — Марли Мэтлин (номинация)
  - 1995 — Премия «Эмми» за лучшую женскую роль в драматическом телесериале — Кэти Бейкер
  - 1995 — Премия «Эмми» за лучшую мужскую роль второго плана в драматическом телесериале — Рэй Уолстон
  - 1995 — Премия «Эмми» в категории «Лучший приглашённый актёр в драматическом телесериале» — Пол Уинфилд
  - 1995 — Премия «Эмми» за лучший дизайн костюмов
  - 1996 — Премия «Эмми» за лучшую женскую роль в драматическом телесериале — Кэти Бейкер
  - 1996 — Премия «Эмми» за лучшую мужскую роль второго плана в драматическом телесериале — Рэй Уолстон
  - 1996 — Премия «Эмми» в категории «Лучшая приглашённая актриса в драматическом телесериале» — Луиза Флетчер (номинация)
  - 1996 — Премия «Эмми» за лучший дизайн костюмов (номинация)
  - 1996 — Премия «Эмми» за лучший кастинг в драматическом сериале (номинация)

«Золотой глобус»
  - 1994 — Премия «Золотой глобус» за лучшую женскую роль в телевизионном сериале — драма — Кэти Бейкер
  - 1994 — Премия «Золотой глобус» за лучшую мужскую роль в телевизионном сериале — драма — Том Скерритт (номинация)
  - 1994 — Премия «Золотой глобус» за лучший телевизионный сериал — драма (номинация)
  - 1995 — Премия «Золотой глобус» за лучший телевизионный сериал — драма (номинация)
  - 1995 — Премия «Золотой глобус» за лучшую женскую роль в телевизионном сериале — драма — Кэти Бейкер (номинация)
  - 1995 — Премия «Золотой глобус» за лучшую мужскую роль в телевизионном сериале — драма — Том Скерритт (номинация)
  - 1995 — Премия «Золотой глобус» за лучшую женскую роль второго плана — мини-сериал, телесериал или телефильм — Ли Тэйлор-Янг (номинация)
  - 1995 — Премия «Золотой глобус» за лучшую мужскую роль второго плана — мини-сериал, телесериал или телефильм — Файвуш Финкель (номинация)
  - 1996 — Премия «Золотой глобус» за лучшую женскую роль в телевизионном сериале — драма — Кэти Бейкер (номинация)

«Премия Гильдии киноактёров США»
  - 1995 — Премия Гильдии киноактёров США за лучшую женскую роль в драматическом сериале — Кэти Бейкер
  - 1995 — Премия Гильдии киноактёров США за лучший актёрский состав в драматическом сериале (номинация)
  - 1995 — Премия Гильдии киноактёров США за лучшую мужскую роль в драматическом сериале — Том Скерритт (номинация)
  - 1996 — Премия Гильдии киноактёров США за лучший актёрский состав в драматическом сериале (номинация)

Источник:

### Телевизионные рейтинги
| Сезон | Сезон   | Количество зрителей | Канал | Годовой ранг |
| ----- | ------- | ------------------- | ----- | ------------ |
| 1     | 1992-93 | 9,49 млн            | CBS   | #63          |
| 2     | 1993-94 | 9,49 млн            | CBS   | #61          |
| 3     | 1994-95 | 9,50 млн            | CBS   | #64          |
| 4     | 1995-96 | 7,00 млн            | CBS   | #98          |